# Thorndon Hall
Thorndon Hall – rezydencja arystokratyczna w Anglii, w hrabstwie Essex, w dystrykcie Brentwood, w pobliżu wsi Ingrave. Leży 19 km na południowy zachód od miasta Chelmsford i 34 km na wschód od Londynu.